# 1,3-Biphosphoglycerinsäure
1,3-Biphosphoglycerinsäure oder 1,3BPG (1,3-Bisphosphoglycerat oder 1,3-Disphosphoglycerat, 1,3DPGA) ist ein organisches Molekül mit einer Kette aus drei Kohlenstoffatomen, das im Organismus von Lebewesen vorkommt. 1,3-Biphosphoglycerinsäure kommt als Stoffwechselintermediat sowohl in der Glycolyse bei der Zellatmung als auch im Calvin-Zyklus bei der Photosynthese vor. 1,3BPG stellt ein Zwischenprodukt zwischen 3-Phosphoglycerinsäure und Glycerinaldehyd-3-phosphat, während der Fixierung des CO2 in der Photosynthese dar. 1,3BPG ist zudem das Vorläufermolekül zu 2,3-Biphosphoglycerinsäure. Entdeckt wurde 1,3-Biphosphoglycerinsäure 1939 von Erwin Negelein (daher auch der Name Negelein-Ester).

## Struktur und Biologische Rolle
1,3-Biphosphoglycerat ist das in wässrigen Lösungen vorkommende Anion der 1,3-Biphosphoglycerinsäure. Es ist ein oxidiertes Glycerol, das jeweils über eine Esterbindung und eine Anhydridbindung phosphoryliert ist. Diese funktionellen Gruppen verleihen dem 1,3BPG wichtige biologische Eigenschaften, wie zum Beispiel die Fähigkeit ADP zu ATP zu phosphorylieren und dabei Energie zu speichern.

### In der Glycolyse
In der Glycolyse ist 1,3BPG ein Zwischenprodukt bei der Energiegewinnung aus Glucose.
| Glycerinaldehyd-3-phosphat | Glycerinaldehyd-3-phosphat-Dehydrogenase | Glycerinaldehyd-3-phosphat-Dehydrogenase | 1,3-Biphospho-D-glycerinsäure | 3-Phosphoglyceratkinase | 3-Phosphoglyceratkinase | 3-Phospho-D-glycerinsäure |
|                            |                                          |                                          |                               |                         |                         |                           |
| NAD+ Pi                    | NADH + H+                                | ADP                                      | ATP                           |                         |                         |                           |
|                            |                                          |                                          |                               |                         |                         |                           |
| NAD+ Pi                    | NADH + H+                                | ADP                                      | ATP                           |                         |                         |                           |
|                            |                                          |                                          |                               |                         |                         |                           |
|                            | Glycerinaldehyd-phosphat-Dehydrogenase   | Glycerinaldehyd-phosphat-Dehydrogenase   |                               | Phosphoglyceratkinase   | Phosphoglyceratkinase   |                           |

### Im Calvin-Zyklus
Im Calvin-Zyklus wird 1,3BPG analog zur Glycolyse gebildet, nur verlaufen die Reaktionsschritte in umgekehrter Reihenfolge, als Elektronendonor wird NADPH anstatt des Elektronenakzeptors NAD+ verwendet und es wird ATP verbraucht anstatt gebildet. Das 1,3BPG stammt im Calvin-Zyklus aus 3-Phosphoglycerinsäure und wird durch eine Reduktion durch die Glycerinaldehyd-3-phosphat-Dehydrogenase mit NADPH zu Glycerinaldehyd-3-phosphat, NADPH und Phosphat. Der ATP-Verbrauch ist im Calvin-Zyklus irreversibel.

### In der Sauerstoff-Freisetzung
In roten Blutkörperchen wird im Rapoport-Luebering-Zyklus, einem Nebenweg der Glycolyse, aus etwa 20 Prozent des 1,3BPG durch die Bisphosphoglyceratmutase das 2,3BPG gebildet. 2,3BPG dient in Erythrozyten zur verstärkten Freisetzung von Sauerstoff aus Hämoglobin. Bei Sauerstoffmangel entsteht mehr 1,3BPG durch verstärkte Glycolyse und verminderte Zellatmung und in Folge wird auch mehr 2,3-BPG gebildet, welches durch Bindung an Hämoglobin die Freisetzung verstärkt.